# إيمرسون أفيلا
إيمرسون أفيلا (بالبرتغالية: Emerson Ávila) هو لاعب كرة قدم ومدرب كرة قدم برازيلي، ولد في 16 يوليو 1967 في بيلو هوريزونتي في البرازيل.